# Mesjid Gumpueng
Mesjid Gumpueng is een bestuurslaag in het regentschap Pidie van de provincie Atjeh, Indonesië. Mesjid Gumpueng telt 850 inwoners (volkstelling 2010).